# Straż nad Renem
Straż nad Renem (ang. Watch on the Rhine) – amerykański film z 1943 roku w reżyserii Hermana Shumlina.

## Fabuła
Żydzi Sara (Bette Davis) i Kurt Miller (Paul Lukas) wraz z trójką dzieci powracają z Europy, w której spędzili ostatnie 18 lat - do matki Sary, mieszkającej w Waszyngtonie. Kurt rozpoczyna pracę w ambasadzie, gdzie poznaje nowego przyjaciela, ale zaczyna też współpracę z tajną organizacją antynazistowską. Jego przyjaciel to odkrywa i próbuje szantażować Kurta, co zmusza głównego bohatera do zabicia go i ucieczki. Słuch o nim znika. Tymczasem najstarszy syn Kurta, Joshua (Donald Buka), ma zamiar pracować dla podziemia.

## Obsada
- Bette Davis jako Sara Muller
- Paul Lukas jako Kurt Muller
- Lucile Watson jako pani Fanny Farrelly
- Geraldine Fitzgerald jako hrabina Marthe de Brancovis
- George Coulouris jako hrabia Teck de Brancovis
- Beulah Bondi jako Anise
- Donald Woods jako David Farrelly
- Donald Buka jako Joshua Muller
- Janis Wilson jako Babette Muller
- Eric Roberts as Bodo Muller
- Henry Daniell jako baron Phili von Ramme
- Kurt Katch jako Blecher
- Clarence Muse jako Horace
- Mary Young jako pani Mellie Sewell
- Anthony Caruso jako Włoch w pociągu

## Nagrody i nominacje
| Nazwa nagrody | Wygrane                                         | Nominacje |
| ------------- | ----------------------------------------------- | --- |
| Oscar         | 1944 Najlepszy aktor pierwszoplanowy Paul Lukas | 1944 Najlepszy film wytwórnia Warner Bros. Najlepsza aktorka drugoplanowa Lucile Watson Najlepszy scenariusz Dashiell Hammett |

| Nazwa nagrody | Wygrane                                         | Nominacje    |
| ------------- | ----------------------------------------------- | ------------ |
| Złoty Glob    | 1944 Najlepszy aktor pierwszoplanowy Paul Lukas | 1944 wygrana |

| Organizacja                                            | Wygrane                                                        | Nominacje    |
| ------------------------------------------------------ | -------------------------------------------------------------- | ------------ |
| Stowarzyszenie Nowojorskich Krytyków Filmowych (NYFCC) | 1943 Najlepszy film Najlepszy aktor pierwszoplanowy Paul Lukas | 1943 wygrane |